# Albrecht Klauer-Simonis
Albrecht Klauer-Simonis (* 4. April 1918 in Hilgert/Westerwald; † 7. Februar 2002 in Prüm) war ein deutscher Künstler, Fotograf, Keramiker und Kunstpädagoge.

## Leben
Als Ältester von drei Kindern wuchs er in Höhr-Grenzhausen auf, schloss die Schule mit Mittlerer Reife ab und trat dem Nerother Wandervogel bei, einer bündischen Jugendorganisation. 1934 bis 1935 besuchte er die Fachschule für Keramik in Höhr-Grenzhausen und wurde von Alfred Kamp in Plastik, von Paul Drosseé in Malerei unterrichtet. Als Freiwilliger diente er 1936 bis zu seiner Entlassung wegen Lungen-Tuberkulose 1942 bei der Luftwaffe. Er setzte danach die Ausbildung fort an der Bayrischen Staats-Lehranstalt für Lichtbildwesen in München und an der Graphischen Lehr- und Versuchsanstalt in Wien. Im Dezember 1946 absolvierte er die Meisterprüfung als Fotograf am ehemals Staatlichen Bauhaus in Weimar. 1947 war er für die staatliche Bildstelle des Landes Hessen in Wiesbaden tätig, nahm parallel aber weiter Zeichenunterricht an der Hochschule der Künste in Berlin-Weißensee bei Wilhelm Tank und studierte Malerei an den Lehrwerkstätten der Darmstädter Künstlerkolonie Mathildenhöhe bei Paul Thesing und Herman Keil.
1948 heiratete Klauer-Simonis die Musikpädagogin und Pianistin Hildegard Kröhl aus Darmstadt. Von 1949 bis 1952 unterrichtete er in den Fächern Zeichnen und Malen an der Fachschule für Keramik in Höhr-Grenzhausen, danach gab er lange Jahre hindurch Kurse in Fotografie und Plastischem Gestalten an den Volkshochschulen Koblenz und Neuwied. 1950 nahm er Kontakt zur Künstlersiedlung Weißenseifen/Westeifel auf. Zusammen mit Künstlern aus dem Umfeld des keramischen Arbeitens gründete er die Muffelgruppe.
1963 erwarb er das Stammhaus der Weißenseifener Künstlerkolonie und verlegte seinen Arbeitsschwerpunkt dorthin. 1972 bis 1981 nahm er Lehraufträge im Zeichnen und Plastizieren an der Erziehungswissenschaftlichen Hochschule wahr (später: Universität Koblenz-Landau). 1975 fand in Zusammenarbeit mit Moritz Ney aus Luxemburg das erste „Symposion Weißenseifen“ statt. Diese Einrichtung mit Schwerpunkt in plastischen Arbeiten führte zu zahlreichen Werken aus Sandstein, die das Gelände in einen Skulpturengarten verwandelten. Nach der Trennung von seiner ersten Frau Hildegard Klauer 1978 lebte Klauer-Simonis seit 1986 bis zu seinem Tod mit der Kunstpädagogin und Kunsthistorikerin Christiane Hamann in Weißenseifen, die er 1994 heiratete. 1989 gründet er den Verlag Pi, wo auch seine Autobiografie erscheint.
Seine Urne wurde am 2. März 2002 in Weißenseifen im Steinkreis des „Omega-Monumentes“ beigesetzt.